# 日野晃
日野 晃（ひの あきら、1948年2月4日 - ）は、和歌山県在住の武道・日本武術の研究家。武道・日本武術を研究する日野武道研究所を主宰している。

## 概要
日本のフリー・ジャズのドラマーとして山下洋輔・坂田明と共演。また、阿部薫の最後の公演にトリオの一人として共に演奏。
その後、武道・日本武術などの研究に専念するため日野武道研究所を創設、大型ログハウスの道場を自作。養神館合気道の塩田剛三や武術コミュニケーションを研究、また、戸隠流忍術で有名な初見良昭と交流。
日本武術雑誌『月刊秘伝』に連載記事を執筆し、現在でも不定期で同誌に登場している。
2005年からバレエ・ダンスの振付師、ウィリアム・フォーサイスと交流している。
TV番組「SRS」クイズ!紳助くん「フジヤマスタア」「セルフディフェンス＆ビューティ　美の護身術」などテレビ番組にも多数出演している。

## 著作
- 『武術革命』真の達人に迫る超人間学　BABジャパン　 ISBN 4894228238
- 『武学入門』武術は身体を脳化する　BABジャパン　 ISBN 4894223813
- 『古武道入門』達人たちの“言葉”を身体化する！ 　オフサイドブック　彩流社 ISBN 4882029146
- 『こころの象（かたち）』初見良昭師から観る日本の象　星雲社　ストーク ISBN 4434020390
- 『ウイリアム・フォーサイス、武道家日野晃に出会う』　白水社　ISBN 4560035946

## DVD
- 『セルフディフェンス＆ビューティ 美の護身術』 VAP